# Spermestes bicolor
Spermestes bicolor là một loài chim trong họ Estrildidae.